# 佐々木啓明
佐々木 啓明（ささき ひろあき）は、日本の経済学者。京都大学大学院経済学研究科教授。ポスト・ケインズ派経済学専攻。日本国際経済学会小島清賞優秀論文賞受賞。

## 人物・経歴
東北大学経済学部卒業。東北大学大学院経済学研究科経済学専攻博士前期課程修了、修士（経済学）。東北大学大学院経済学研究科経済学専攻博士後期課程修了、博士（経済学）。東北大学大学院経済学研究科研究生、京都大学経済学研究科准教授を経て、京都大学経済学研究科教授。ポスト・ケインズ派経済学専攻。2012年経済理論学会奨励賞受賞。2016年日本国際経済学会小島清賞優秀論文賞受賞。

## 編書
- "GROWTH,CYCLES,AND DISTRIBUTION : A KALECKIAN APPROACH" Kyoto University Press 2014